# Округ Ново Место на Ваху
Округ Ново Место на Ваху (слч. Okres Nové Mesto nad Váhom) округ је у Тренчинском крају, у Словачкој Републици. Административно средиште округа је град Ново Место на Ваху.

## Географија
Налази се у западном дијелу Тренчинског краја.
Граничи:
- на сјеверу је Чешка,
- источно Округ Тренчин и Округ Бановце на Бебрави,
- западно Округ Мијава,
- јужно Трнавски и Њитрански крај.

Клима је умјерено континентална.

## Становништво
| Година:    | 1994.  | 2004.   | 2014.   | 2024.   |
| ---------- | ------ | ------- | ------- | ------- |
| Број људи: | 64 563 | 63 119  | 62 531  | 61 303  |
| Разлика:   |        | -2,23 % | -0,93 % | -1,96 % |

| Година:    | 2023.  | 2024.   |
| ---------- | ------ | ------- |
| Број људи: | 61 349 | 61 303  |
| Разлика:   |        | -0,07 % |

Према подацима о броју становника из 2011. године округ је имао 62.719 становника. Словаци чине 92,88% становништва.
| Етнички састав (2011)‍ | Етнички састав (2011)‍ | Етнички састав (2011)‍ | Етнички састав (2011)‍ | Етнички састав (2011)‍ |
| --------------------- | --------------------- | --------------------- | --------------------- | --------------------- |
|                       |                       |                       |                       |                       |
| Словаци               | Словаци               |                       | 0                     | 92,88%                |
| Чеси                  | Чеси                  |                       | 0                     | 0,89%                 |
| остали, непознато     | остали, непознато     |                       | 0                     | 6,23%                 |

## Насеља
У округу се налази два града и 32 насељена мјеста. Градови су Ново Место на Ваху и Стара Тура.